# Ricardo Mansur
Ricardo Mansur OMM (1948) é um empresário brasileiro, ex-dono das falidas redes varejistas Mappin e Mesbla e gestor do banco Crefisul. Mansur foi preso em janeiro de 2020, aos 71 anos de idade, devido a acusação de gestão fraudulenta.

## História
De raízes libanesas, Mansur tornou-se conhecido do grande público em fins da década de 1990, quando assumiu o controle de redes de lojas deficitárias, como a Mesbla e o Mappin. Para isto, levantou uma vultosa linha de crédito bancária. Em 1998, Mansur foi admitido pelo presidente Fernando Henrique Cardoso à Ordem do Mérito Militar no grau de Oficial especial. Todavia, no ano seguinte, Mansur não conseguiu saldar parcelas do empréstimo que havia obtido junto o banco Bradesco e a falência das lojas foi decretada.
Ainda em 1999, Mansur foi acusado de ter divulgado boatos pela internet, através de e-mails falsos onde alertava para uma possível quebra do banco Bradesco. O empresário chegou a ser preso pelo crime, mas obteve um habeas-corpus.
Em agosto de 2009, os donos da Usina Galo Bravo concederam uma procuração pública para o empresário Ricardo Mansur assumir a direção da empresa, que tinha uma dívida estimada em R$ 450 milhões pelos credores. A família Balbo afirma que a intenção era resolver os problemas financeiros e que Mansur conseguiria recursos para a empresa. Com os novos problemas, a procuração foi revogada.
Em junho de 2010, Mansur devolveu a destilaria Pignata, em Sertãozinho (SP), adquirida no início deste ano. No início de abril de 2010, Mansur também desfez a aquisição da Faculdade Batista de Vitória (Fabavi), na capital do Espírito Santo, negociada em outubro de 2009, e reassumida pelo Instituto Batista de Educação de Vitória (IBEV), após o empresário deixar de pagar parcelas da aquisição.
Em julho de 2010, Ricardo Mansur teve a procuração revogada e os donos da companhia, que reassumiram a direção da empresa, calculam uma dívida de R$ 2,5 milhões com funcionários da indústria e cortadores de cana.
Ricardo Mansur então desapareceu e deixou uma ameaça aos donos da Galo Bravo: se eles divulgassem a revogação da procuração à imprensa ele entraria com ação judicial por dano moral. É pai do empresário Ricardo Mansur Filho.